# Kurt Wenzel
Kurt Wenzel (ur. 16 października 1911 w Rieder, zm. ?) – zbrodniarz hitlerowski, członek załogi niemieckich obozu koncentracyjnego Auschwitz-Birkenau i SS-Obersturmführer. Wydany władzom Polskim przez Amerykanów 25 lutego 1947. 4 marca 1948 został skazany przez sąd w Krakowie na 8 lat pozbawienia wolności.